# El séptimo cielo (sèrie de televisió)
El séptimo cielo és una sèrie de televisió del gènere comèdia de 13 episodis. Fou estrenada el 16 d'octubre de 1989 en substitució d' El local de Frank i era protagonitzada per Mònica Randall juntament amb altres artistes convidats. Situada en un gratacels, en cada capítol entrevistava un personatge diferent. Els guions foren escrits per Joaquín Oristrell, Yolanda García Serrano i Juan Luis Iborra. Es va deixar d'emetre el gener de 1990.

## Episodis
| No                                                           | Títol                                                | Data emissió           |
| 01                                                           | "Apartamento 7007. El cielo es en Pal-color"         | 16 d'octubre de 1989   |
| Artista convidat: Juan Luis Galiardo                         |                                                      |                        |
| 02                                                           | "Apartamento 777. El cielo del paladar"              | 23 d'octubre de 1989   |
| Artista convidat: Ramoncín                                   |                                                      |                        |
| 03                                                           | "Apartamento 707. Que el cielo nos juzgue"           | 30 d'octubre de 1989   |
| Artista convidat: José Sacristán                             |                                                      |                        |
| 04                                                           | "Apartamento 277: En el cielo se visten los santos"  | 6 de novembre de 1989  |
| Artistes convidats: Chus Lampreave, Julieta Serrano          |                                                      |                        |
| 05                                                           | "Apartamento 007: ¡Vótame cielo!"                    | 13 de novembre 1989    |
| Artista convidat: Albert Closas                              |                                                      |                        |
| 06                                                           | "Apartamento 747: Los yuppies irán al cielo"         | 20 de novembre de 1989 |
| Artista convidat: Antonio Resines                            |                                                      |                        |
| 07                                                           | "Apartamento 727: En el cielo no hay sexo"           | 27 de novembre de 1989 |
| Artista convidada: María José Alfonso                        |                                                      |                        |
| 08                                                           | "Apartamento 1717: El precio del cielo"              | 4 de desembre de 1989  |
| Artista convidat: Andrés Pajares                             |                                                      |                        |
| 09                                                           | "Apartamento 797: La tolerancia es un don del cielo" | 11 de desembre de 1989 |
| Artistes convidats: Antonio Ferrandis i Carlos Larrañaga     |                                                      |                        |
| 10                                                           | "Apartamento 717: Dinero llovido del cielo"          | 18 de desembre de 1989 |
| Artistes convidats: Pepe Navarro o Ignacio Salas             |                                                      |                        |
| 11                                                           | "Apartamento 7777: Sólo el cielo lo sabe"            | 25 de desembre de 1989 |
| Artistes convidats: Julio César Acera i Narciso Ibáñez Menta |                                                      |                        |
| 12                                                           | "Apartamento 117: En el 92, todos al cielo"          | 1 de gener de 1990     |
| Artistes convidats: Antonio Betancourt i Luis Escobar        |                                                      |                        |
| 13                                                           | "Apartamento 77: De puntas por el cielo"             | 8 de gener de 1990     |
| Artistes convidats: Joaquim Kremel i Paco Valladares         |                                                      |                        |